# Mitrellatoma
Mitrellatoma é um gênero de gastrópodes pertencente a família Mitromorphidae.

## Espécies
- †Mitrellatoma angustata (Hutton, 1885)

Espécies trazidas para a sinonímia
- Mitrellatoma mitra Kilburn, 1986: sinônimo de Otitoma cyclophora (Deshayes, 1863)